# 天井温度
天井温度（てんじょうおんど）({\displaystyle T_{c}}) は、ポリマーがモノマーに戻る傾向の尺度である。天井温度にあるポリマーは、その重合速度と解重合速度が釣り合った状態となる。一般に、ポリマーの天井温度は、そのモノマーの立体障害と相関している（立体障害は天井温度の低下をもたらす）。高い天井温度を示すポリマーは、商業的に有用であるものが多い。一方、低い天井温度のポリマーは、より簡単に解重合してしまう。 

## 重合の熱力学
一定温度において、重合の可逆性はギブスの自由エネルギーの式を用いて表すことができる。 
{\displaystyle \Delta G_{p}=\Delta H_{p}-T\Delta S_{p}}
ここで{\displaystyle \Delta S_{p}}は重合中のエントロピーの変化である。重合中のエンタルピーの変化{\displaystyle \Delta H_{p}}は重合熱としても知られており、これは以下によって定義される。 
{\displaystyle \Delta H_{p}=E_{p}-E_{dp}}
ここで{\displaystyle E_{p}}、{\displaystyle E_{dp}}は、それぞれ重合と解重合の活性化エネルギーを示す（重合の逆の反応機構で解重合が起こると仮定）。 
エントロピーは乱雑さ、または混沌の尺度である。系内に物質がほとんどないときには、その系はより低いエントロピーを有し、系内に多くの物質があるときにはより高いエントロピーを有する。解重合ではポリマーがモノマーに分解されるので、解重合はエントロピーを増加させる。この場合、ギブス自由エネルギーの式では、エントロピーは負となる。一方、エンタルピーは重合を促進する。低温では、エンタルピー項は{\displaystyle T\Delta S_{p}}よりも大きくなり、重合が起こりやすくなる。天井温度では、エンタルピー項とエントロピー項は等しいので、重合速度と解重合速度は等しくなり、見かけの重合速度はゼロになる。天井温度を超えると、解重合速度は重合速度よりも大きくなり、ポリマーの生成が阻害される。以上から天井温度は次のように定義される、 
{\displaystyle T_{c}={\frac {\Delta H_{p}}{\Delta S_{p}}}}

## モノマー - ポリマー平衡
この現象は、1943年、SnowとFreyによって初めて報告された。この現象の熱力学的な説明として、DaintonとIvinは、重合の連鎖成長が可逆的に起こっていると提案した 。 
天井温度では、重合と解重合との平衡のためにポリマー中に常に過剰のモノマーが存在する。単純なビニルモノマーから誘導されたポリマーは非常に高い天井温度を示し、常温では、ごくわずかな量のモノマーしかポリマー中に残らない。一方、α－メチルスチレン 、PhC(Me)=CH2では、天井温度は約66℃と例外的に低い。 α－メチルスチレンから重合したポリマーは、フェニル基とメチル基が同じ炭素に結合しているので、 立体障害は極めて大きい。これらの立体障害効果と三級ベンジルα－メチルスチリルラジカルの安定性　との組み合わせにより、α－メチルスチレンがより低い天井温度を示す結果となる。非常に高い天井温度を有するポリマーでは、解重合の代わりに結合開裂反応により分解を起こす。ポリ（イソブチレン）のより低い天井温度は、α－メチルスチレンと同様の理由により説明される。 

## 一般的なモノマーの天井温度
| モノマー               | 天井温度（℃） | 構造            |
| ---------------------- | ------------- | --------------- |
| 1,3-ブタジエン         | 585           | CH2=CHCH=CH2    |
| エチレン               | 610           | CH2=CH2         |
| イソブチレン           | 175           | CH2=CMe2        |
| イソプレン             | 466           | CH2=C(Me)CH=CH2 |
| メタクリル酸メチル     | 198           | CH2=C(Me)CO2Me  |
| α-メチルスチレン       | 66            | PhC(Me)=CH2     |
| スチレン               | 395           | PhCH=CH2        |
| テトラフルオロエチレン | 1100          | CF2=CF2         |